# Blitzer Railgun
Blitzer Railgun är en vapenplattform utvecklad av General Atomics. Det är en railgun som innebär att projektilen skjuts ut med hjälp av en elektro-magnetisk funktion, och som innebär att projektilens hastighet blir extrem cirka 2,5 km/s. Eftersom hastigheten är så extrem så räcker det ofta att endast använda den kinetiska energin för att slå ut ett mål.
Blitzer kan slå ut luftmål som fientligt flyg, ballistiska och även interkontinentala kärnvapenbestyckade missiler. Landbaserade mål som till exempel artilleri kan också angripas och effektivt slås ut med enbart den kinetiska energin i projektilerna.